# Puig d'en Calç
El Puig d'en Calç és una muntanya de 314 metres que es troba al municipi de Forallac, a la comarca catalana del Baix Empordà.